# Caravane russe
La Caravane russe est un mélange de thés oolong, keemun, lapsang souchong et de thé noir.

## Historique
À partir du dix-septième siècle, des caravanes ramènent le thé de la Chine à la Russie. Les caravanes de thé traversent Kiakhta, Irkoutsk, Tomsk, Tioumen et Kazan pour finir à Moscou. Une autre route du thé apparaît, par bateau le long du Yangzi Jiang puis par la voie terrestre à partir de Tianjin. Le voyage étant très long, le goût du thé s'altère et devient fumé : ce goût est très caractéristique. Il est possible que le goût vienne des feux de camp des caravanes sur la route, le thé étant exposé à la fumée tous les soirs pendant au moins six mois,.
À partir de 1891, le Transsibérien est construit ; il atteint Port-Arthur en 1903. L'achèvement du réseau ferré marque la fin définitive des caravanes de thé : le thé voyage désormais en quelques semaines en train alors que le trajet en caravane dure environ un an et demi. On obtient depuis le thé Caravane russe en mélangeant du thé noir classique à du thé keemun ou lapsang souchong, et parfois également à du thé oolong. Certains mélanges n'incluent pas de lapsang souchong, d'autres incluent du thé Assam, d'autres encore du thé du Yunnan.